# Марион, Ален (музыкант)
Ален Марион (фр. Alain Marion; 25 декабря 1938, Марсель — 16 августа 1998, Сеул) — французский флейтист.
Окончил Марсельскую консерваторию у Жозефа Рампаля (отца Жана Пьера Рампаля), а затем Парижскую консерваторию у самого Рампаля. Был первым флейтистом в важнейших оркестрах Франции, в том числе в Оркестре Парижа, Национальном оркестре Франции и Ensemble Intercontemporain. С 1977 по 1998 г. преподавал в Парижской национальной консерватории (среди его учеников Андреа Гриминелли, Софи Шерье, Филипп Бернольд, Эммануэль Паю, Бенуа Фроманже, Шарон Бецали) и в Международной летней академии в Ницце (с 1986 года возглавлял её). Умер от инфаркта во время гастролей в Южной Корее.
Среди записей Мариона — любопытный диск «Моцарт: Опера на двоих» (англ. Mozart: Opera for Two; Analekta, 1998, со скрипачкой Анжель Дюбо), содержащий выполненные на рубеже XVIII—XIX веков переложения номеров из моцартовских опер «Волшебная флейта», «Свадьба Фигаро» и «Дон Жуан».